# Rue Christophe-Colomb
Pour les articles homonymes, voir Christophe Colomb (homonymie).
La rue Christophe-Colomb est une voie du 8e arrondissement de Paris.

## Situation et accès

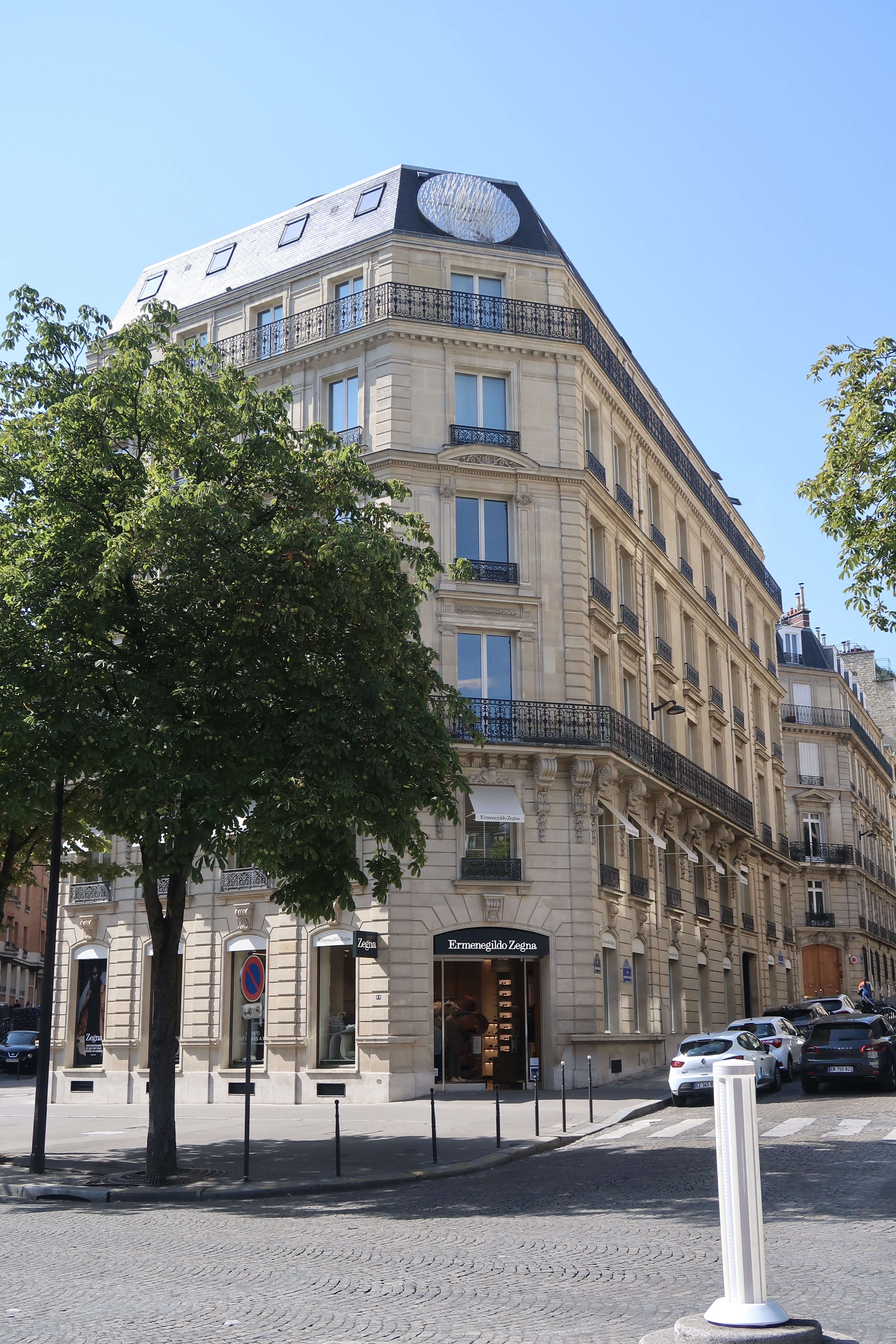
Au croisement avec l'avenue George-V.

Cette voie qui située dans un quartier où ont été groupés des noms de navigateurs, commence avenue George-V et au 1, place Henry-Dunant et se termine au 54, avenue Marceau.
Le quartier est desservi par la ligne de métro 1 à la station George V.

## Origine du nom

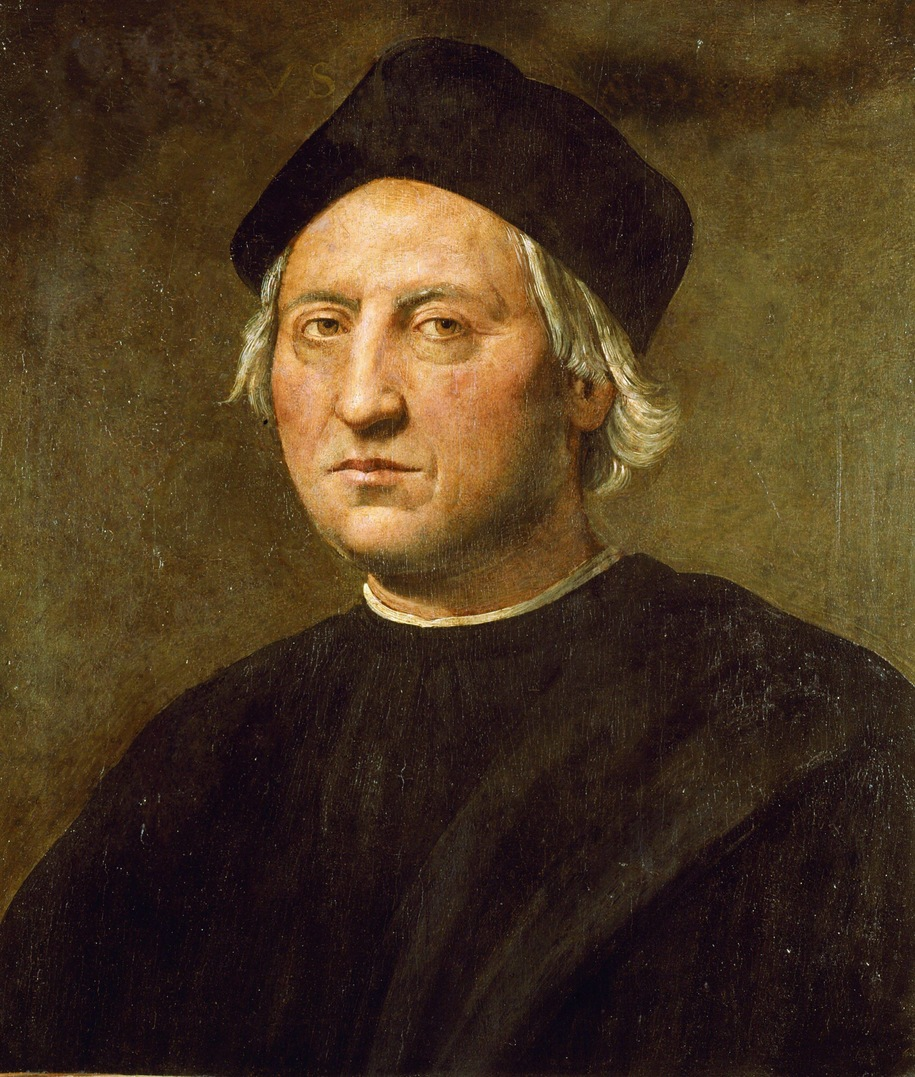
Christophe Colomb.

Elle porte le nom de Christophe Colomb (1436-1506), navigateur gênois qui a découvert l'Amérique. 

## Historique
Cette voie ouverte par un décret du 7 août 1865 sur les terrains de l'ancien hospice Sainte-Périne, prend sa dénomination actuelle par un autre décret du 2 mars 1867.

## Bâtiments remarquables et lieux de mémoire
- No  6 : Éleuthère Mascart (1837-1908), physicien et météorologue, secrétaire perpétuel de l'Académie des sciences (no 16)[1], habita à cette adresse.
- No  7 : la baronne Madeleine Deslandes (1866-1929), dandy féminin de la fin du XIXe siècle, tenait un salon dans cet hôtel.  Elle signait ses romans et ses récits « Ossit » (Ilse, Cyrène, etc.) Selon le mot de Jean Lorrain, c'était un véritable « Fairyland », au décor le plus extravagant (crapauds en faïence de toutes tailles, biches en bronze). L'on pouvait y rencontrer Barrès, Forain, le peintre Jacques-Émile Blanche, Lorrain, d'Annunzio et Oscar Wilde[réf. nécessaire].

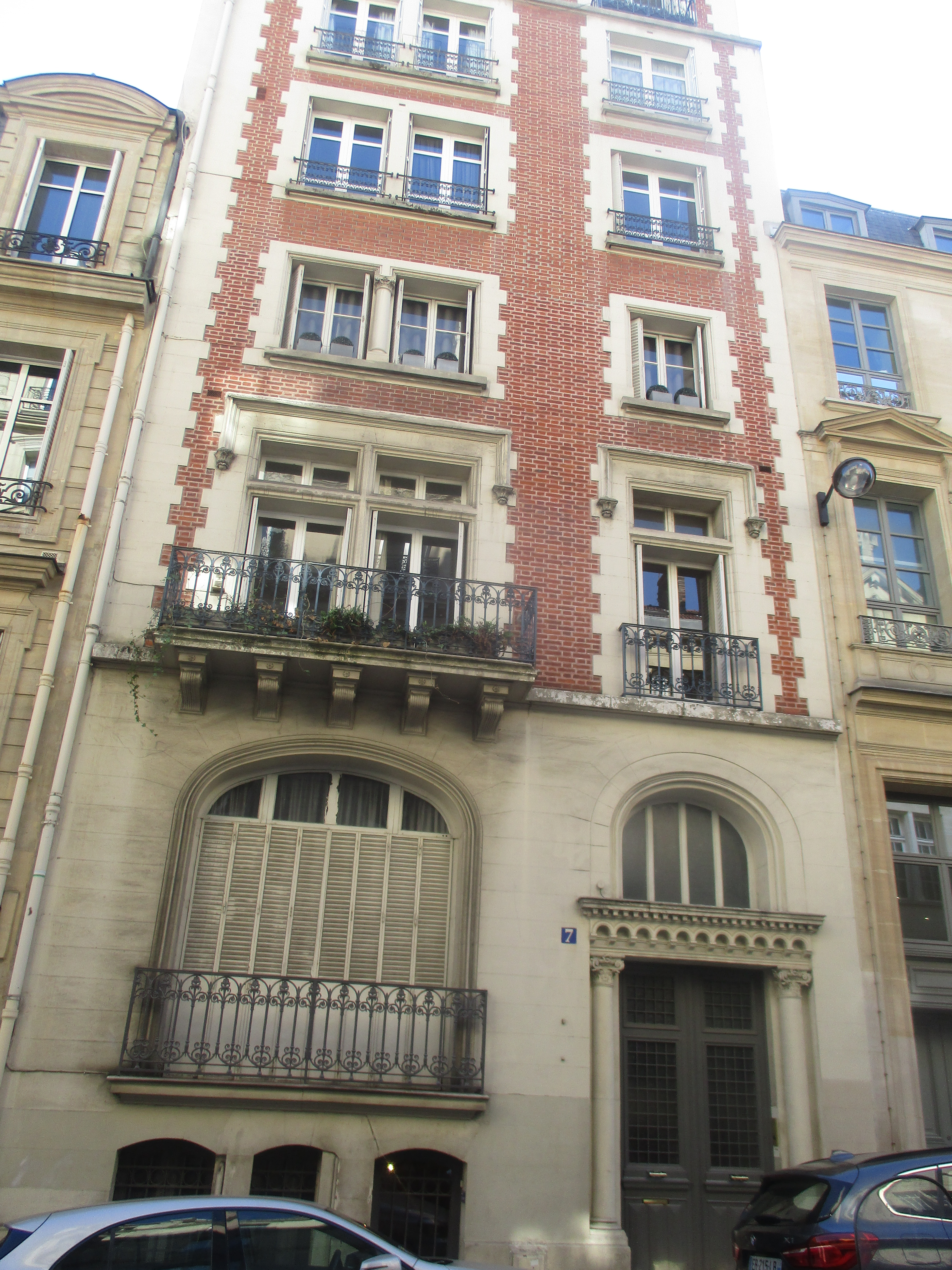
Hôtel particulier de Madeleine Deslandes.

- No  8 : hôtel de Chabrillan[2],[3]. Félicité de Lévis-Mirepoix (1874-1948) épouse d'Aynard Guigues de Moreton de Chabrillan (1869-1950), 10e marquis de Chabrillan.
- No 10 : maison Sainte-Geneviève fondée par les paroissiens de Saint-Pierre-de-Chaillot en 1876.
- No 11 : hôtel Haendler[4]. Bâtiment détruit.
- No 12 : le violoniste Delphin Alard y possédait un appartement, où il venait tous les ans passer quelques semaines. Il y est mort le 22 février 1888.
- No 11 bis : emplacement du studio Harcourt de 1934 à 1936, avant qu'il ne s'installe avenue d'Iéna[réf. nécessaire].
- No 13 : habité par Mme Charles Dettelbach qui tenait un salon musical[5].

## Sources
- André de Fouquières, Mon Paris et ses Parisiens, vol. 1, Paris, Pierre Horay, 1953.
- Félix de Rochegude, Promenades dans toutes les rues de Paris : VIIIe arrondissement, Paris, Hachette, 1910.